# Куда все подевались?
«Куда все подевались?» (англ. Where Is Everybody?) — первый эпизод первого сезона американского телесериала-антологии «Сумеречная зона». Был впервые показан в эфире телеканала CBS 2 октября 1959 года. Режиссёром эпизода выступил Роберт Стивенс, сценарий написал создатель «Сумеречной зоны» Род Серлинг.
Сюжет рассказывает о человеке, который непонятным образом оказывается в городе, где помимо него самого больше нет ни одного человека. На протяжении всего эпизода главный герой Майк Феррис пытается найти людей и разобраться в том, что тут произошло.
Эпизод был впервые представлен инвесторам в марте 1959 года, он произвёл на них впечатление и студия CBS заручилась поддержкой в финансировании сериала. Спонсорами первого сезона стали General Foods и Kimberly-Clark. CBS дала добро на производство первого сезона сериала «Сумеречная зона». В дальнейшем сериал просуществовал 5 сезонов, вплоть до середины 1964 года.
«Куда все подевались?» входит во всевозможные списки лучших и самых страшных эпизодов сериала, а сайт Inverse назвал его самым влиятельным эпизодом в истории телевидения.

## Сюжет
В начале эпизода голос рассказчика, который принадлежит создателю сериала Роду Серлингу произносит вступительный монолог:
Место действия — здесь, время действия — сейчас, путешествие в сумрак, которое мы сейчас увидим, может быть и нашим путешествием.Оригинальный текст (англ.)The place is here, the time is now, and the jourey into the shadows that we're about to watch could be our jourey.

Человек в лётном костюме ВВС США оказался один на грунтовой дороге, он не помнит, кто он и как он туда попал. Он находит закусочную и заходит в неё, внутри громко играет музыкальный автомат, но никого нет; герой убавляет громкость и зовёт людей, ему никто не отвечает. Он проходит на кухню, где находит горячий кофе на плите и свежеприготовленные пироги, но людей вокруг него по-прежнему нет. Герой потянулся за чашкой и случайно уронил на пол часы, стоявшие на столе, они разбились и в этот момент музыкальный автомат выключился.
Мужчина выходит из закусочной и идёт в ближайший город; он видит припаркованную машину, внутри которой сидит женщина. Герой начинает с ней разговаривать и постепенно приближаться к машине. Когда он подходит совсем близко, то понимает, что принял за женщину манекен, который находится на пассажирском сидении. Город, как и закусочная, кажется пустынным, но мужчина чувствует, что за ним наблюдают и что рядом кто-то есть. В телефонной будке неподалёку звонит телефон, и он бросается к нему, чтобы ответить. Когда мужчина снимает трубку, то слышит только тишину. Происходящее всё больше его беспокоит. Бродя по пустому городу, мужчина стремится найти кого-нибудь, с кем можно поговорить.
Дальше он заходит в полицейский участок, использует рацию, но ему никто не отвечает, и внезапно человек замечает зажжённую сигару в пепельнице. Находка подталкивает его проверить тюремные камеры. В одной из них он обнаруживает свидетельство того, что кто-то недавно брился. Герой заявляет, что хочет «немедленно проснуться», и идёт в магазин. Когда он делает себе мороженое, он начинает думать, что попал в сон, и удивляется тому, насколько он детализирован. Он лениво раскручивает несколько стеллажей с книгами в мягкой обложке, пока не замечает, что целый стеллаж с книгами под названием «Последний человек на Земле. Февраль 1959 года» уже вращается. Это его пугает, и он быстро уходит.
С наступлением ночи в городе включается свет, и мужчина обращает внимание на освещённую вывеску кинотеатра, с рекламой фильма «Боевой гимн». На рекламном плакате герой видит мужчину, одетого в такую же одежду, как и он, на постере мужчина управляет истребителем, и герой понимает, что он служит в ВВС США. Забежав внутрь и не обнаружив никого в зале, он начинает задаваться вопросом, что могло произойти с ВВС, в результате чего он оказался в такой ситуации, пока не начинается фильм. Он бежит к проекционной будке, но обнаруживает, что она пуста; в панике герой спускается по лестнице и врезается в зеркало, которого он не заметил. Он впадает в панику и выбегает на улицу, бежит, пока уставший не останавливается у светофора. Он начинает без перерыва нажимать на кнопку светофора и кричать о том, что ему нужна помощь. Кнопка, на которую он нажимает, оказывается специальной тревожной кнопкой, а сам человек — это сержант Майк Феррис. На самом деле он находится в изолированной кабинке, за которой наблюдает группа военнослужащих в форме. Он проходил тесты, определяющие его пригодность в качестве астронавта, и сможет ли он выдержать длительное путешествие на Луну в одиночку; город был галлюцинацией, вызванной сенсорной депривацией. Он находился в кабине более 484 часов.
Генерал предупреждает Ферриса, что, хотя всё для его основных потребностей в космическом путешествии у него будет, у него не будет товарищей: «в следующий раз (он) действительно будет один». Когда Ферриса выносят из ангара на носилках, он смотрит в небо и говорит Луне: «Не уходи никуда» и «Мы скоро будем там».
Эпизод заканчивается закадровым монологом Рода Серлинга:
Там наверху, наверху в бескрайних просторах космоса, в пустоте небес, там наверху находится враг, известный как изоляция. Он там, среди звёзд, ждёт, ждёт с терпением вечности, ждёт бесконечно... в Сумеречной зоне.Оригинальный текст (англ.)Up there, up there in the vastness of space, in the void that is sky, up there is an enemy known as isolation. It sits there in the stars waiting, waiting with the patience of eons, forever waiting... in the Twilight Zone.

## Команда
| Актёр              | Роль                |
| ------------------ | ------------------- |
| Эрл Холлиман       | Майк Феррис         |
| Джеймс Грегори     | генерал ВВС         |
| Пол Лэнгтон        | доктор              |
| Джеймс Маккэллион  | репортёр #1         |
| Джон Конуэлл       | полковник ВВС       |
| Джей Оверхольт     | репортёр #2         |
| Картер Муллали-мл. | капитан ВВС         |
| Гарри Уолберг      | генерал ВВС         |
| Джим Джонсон       | старший сержант ВВС |
| Род Серлинг        | рассказчик          |

- автор сценария — Род Серлинг
- режиссёр — Роберт Стивенс[англ.]
- продюсер — Бак Хотон
- исполнительный продюсер — Род Серлинг
- оператор — Джозеф Лашелл
- монтаж — Роланд Гросс[англ.]
- художественные руководители — Роберт Клэтворти, Александр Голицын
- кинодекораторы — Расселл А. Гаусман[англ.], Руби Р. Левитт[англ.]
- визажист — Бад Уэстмор[англ.]
- помощник режиссёра — Джозеф Э. Кенни
- композитор — Бернард Херрман
- звукооператоры — Лесли И. Кэри[англ.], Вернон В. Крамер, Ван Аллен Джеймс
- музыкальная тема сериала — Бернард Херрман
- дизайнер титров — Герберт Клинн[англ.]
- производство: Cayuga Productions, CBS Television Network[4]

## Идея сериала
С самого детства родители Серлинга поощряли его творческие наклонности. Его отец даже построил небольшую сцену в подвале дома, где Род часто ставил пьесы. Он мог часами развлекаться, разыгрывая диалоги из бульварных журналов или фильмов, которые видел. В детстве он очень любил читать такие журналы как Amazing Stories, Astounding Stories и Weird Tales. Также Серлинг с раннего возраста увлекался радио и литературой. Он был заядлым радиослушателем, особенно интересовался триллерами, фэнтези и ужасами. Самыми любимыми драматургами Серлинга были Арч Оболер и Норман Коруин. Уже в школьные годы Серлинг интересовался общественной деятельностью и политикой.
В 1950-х годах Род Серлинг имел достаточную успешную карьеру сценариста на телевидении. Его причисляли к небольшой, элитной группе молодых и новаторских писателей, среди которых были Пэдди Чаефски и Реджинальд Роуз. И публика, и пресса считали Серлинга эквивалентом Артура Миллера или Теннесси Уильямса. Один комментатор даже сравнил его с Софоклом. После продолжительной работы над драматическими сериалами, в 1959 году Серлинг неожиданно объявил, что собирается посвятить все свои силы еженедельной серии научно-фантастических историй. «Перейти от написания эпизодической драмы для „Театра 90“, выдающегося и, безусловно, важного сериала, к созданию и написанию еженедельного тридцатиминутного телевизионного фильма», — признавался он, «было все равно, что Стэну Мьюзайлу уехать из Сент-Луиса, чтобы тренировать третью базу в малой лиге Американского легиона». Такая резкая смена направления в сторону фантастики, многими воспринималась как шаг назад в карьере. В то время фантастический жанр не считался серьёзным. Во время интервью с Серлингом 22 сентября 1959 года тележурналист Майк Уоллес даже сказал: «Вы, очевидно, так много работаете над „Сумеречной зоной“, что, по сути, на данный момент и в обозримом будущем вы отказались от написания чего-либо важного для телевидения, верно?». Некоторые критики и журналисты того времени делали предположение, что «Сумеречная зона» была не только шагом вниз, но и «выбором, сделанным совершенно неожиданно». При работе над сценариями для телевидения Серлинг часто сталкивался с проявлениями цензуры, спонсоры или продюсеры часто просили заменить какие-то слова, фразы и даже места в сценарии. «Оглядываясь назад, я, вероятно, получил бы гораздо более взрослую пьесу, если бы сделал её научно-фантастической, а действие происходило бы в 2057 году», — говорил позже Серлинг. Продюсер Дик Берг говорил, что это не научная фантастика произвела на Серлинга такое впечатление, что он захотел заниматься именно ею. Скорее приход к фантастике был следствием того, что его всегда интересовало, «„Сумеречная зона“ давала ему такую гибкость». Он мог писать истории на социальные темы: о нацистах, о расизме в целом, об экономическом положении и списать их в рамки научной фантастики.

## Создание

### Сценарий

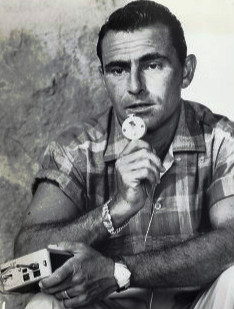
Род Серлинг за работой над сценарием. 1959 год.

В 1957 году Серлинг продал компании CBS получасовой сценарий, который он написал вскоре после окончания колледжа, он назывался «Элемент времени» (англ. The Time Element). Это было научно-фантастическое произведение о перемещении в пространстве и времени. Сценарий долгое время просто «лежал на полке» и был не востребован, пока на него не обратил внимание продюсер Берт Грэнет, который был продюсером сериала «Вестингауз — Театр Десиле». Грэнет выкупил сценарий у CBS для своего шоу за 10000 долларов. 24 ноября 1958 эпизод вышел в эфир и имел большой успех, как у зрителей, так и у критиков. Руководство CBS признало, что совершило ошибку изначально, отложив сценарий Серлинга, и дало добро на съёмки пилотного эпизода «Сумеречной зоны». Уильям Дозье вице-президент CBS отвечающий за трансляцию телеканала на западном побережье, поручил курировать проект Уильяму Селфу, недавно принятому на работу в компанию. Это был хороший выбор; незадолго до прихода на CBS Селф четыре года был продюсером «Театра звёзд Шлица», успешного получасового телесериала-антологии. Для того, чтобы снять пилот, первое, что нужно было Селфу — это сценарий. Серлинг написал новый сценарий под названием «Счастливое место» (англ. The Happy Place). Часовой сценарий рассказывал о тоталитарном обществе будущего, в котором людей, достигших шестидесятилетнего возраста, регулярно отправляют в концентрационные лагеря, именуемые «Счастливым местом», где уничтожают людей. Уильям Дозье дал сценарий Селфу и попросил высказать своё мнение. «Это было, как мне показалось, очень мрачно и депрессивно», — вспоминал Селф, он понимал что такой жёсткий сценарий выпускать на телевидении не стоит и захотел встретиться с Серлингом, чтобы обговорить детали. На встрече, Серлинг спокойно выслушал Селфа и сказал, что просто напишет новый сценарий. Новый сценарий Серлинга назывался «Куда все подевались?», и он оказался идеальным выбором.
Поскольку Серлинг хотел сделать «Куда все подевались?» как можно лучше, он вложил в сценарий многое из личного опыта. Первоначальная задумка возникла на основе двух разных источников. Серлинг прочитал в журнале Time статью о том, что на тренировках космонавтов проводятся эксперименты по изоляции. Затем это было соединено с субъективным опытом самого Серлинга: «Идея пришла ко мне во время прогулки по пустому участку киностудии. Там были все признаки жизни, но без людей. В тот момент я почувствовал надвигающееся одиночество и опустошение, ощущение того, как кошмарно было бы оказаться в городе без жителей». Также в сценарий были добавлены и крошечные сценки, которые происходили в жизни с Серлингом, например, в сцене, где главный герой застревает в телефонной будке, толкает дверь думая, что его заперли, а потом спокойно открывает её в другую сторону и произносит фразу «Это я придурок» (англ. That's dummy me). Подобный случай произошёл с Серлингом в аэропорту, когда он зашёл в телефонную будку: «(Я) услышал громкоговоритель и начал толкать дверь, но не мог выбраться, и меня охватила паника. Я начал кричать людям: „Не могли бы вы это сделать?“ Вдруг появился какой-то парень и просто пнул её ногой».
Несколько сцен прописанных в сценарии, так и не были сняты. Например, была дополнительная сцена в телефонной будке, когда герой пытается из неё выбраться, он разбивает стекло, режет об него руку и зажимает кровотечение. Эта сцена должна была олицетворять выражение «ущипни меня, чтобы проверить, не сплю ли я». В сценарии также была сцена, где Феррис входит в банк и включает сигнализацию, но убедившись, что полицейские не приедут; он мчится к сигнализации, вырывает провода, чтобы остановить непрекращающийся звон и выносит большую сумму денег на улицу, где прикуривает сигару от одной из купюр, и продолжает размышлять вслух о своём положении. Данная сцена не использовалась видимо из-за того, что герой совершает в ней противоправные действия.

#### Концовка
В финале серии, когда Ферриса выносят на носилках, зрителю становится ясно, что весь эпизод был лишь в воображении главного героя. После Род Серлинг жалел о том, что написал концовку эпизода такой прямолинейной. В 1960 году он адаптировал сценарий эпизода в рассказ для сборника «Истории из Сумеречной зоны» (англ. Stories From The Twilight Zone). Он изменил сюжет истории с того момента, как Феррис входит в кинотеатр. «Когда он входит в кинотеатр», — объяснял позже Серлинг, — «никто не выдаёт билеты. Поэтому он протягивает руку и берёт билет сам, входит, отрывает корешок, опускает его в маленькое окошечко, а другую часть билета кладёт в карман». Далее история продолжается также как в телевизионном эпизоде, а когда герой выходит из изолятора и его несут на носилках, он запускает руку в карман, а там лежит кусочек билета. По словам Серлинга, данный приём должен был обескуражить читателя, и заставить задаться вопросом «Что здесь произошло?». На подобную идею Серлинга мог натолкнуть его диалог с Эрлом Холлиманом, который исполнил главную роль. После съёмок сцены в телефонной будке Холлиман подошёл к Серлингу и сказал «Род, что если я вырву страницу из телефонной книги, и она окажется у меня в кармане. И после того, как мы узнаем, что всё это произошло в моей голове, в конце концов, если каким-то образом из моего кармана, наконец, выпадет как из другого мира эта вырванная страница из телефонной книги». На что Серлинг ответил, что идея ему понравилась, но продюсеры CBS хотят реализма.
Позднее Серлинга особенно раздражал драматический приём, который он использовал в этом эпизоде для продвижения сюжета, — длинный монолог главного героя.

### Подготовка к съёмкам
Роберт Стивенс, друг Уильяма Дозье и режиссёр многочисленных эпизодов «Альфред Хичкок представляет», был нанят в качестве режиссёра пилотной серии. На роль Майка Ферриса был приглашён Эрл Холлиман, до этого актёр уже был обладателем «Золотого глобуса» за «Лучшую мужскую роль второго плана» в фильме «Продавец дождя» (1956). Он познакомился с Серлингом примерно за год до этого, на съёмках эпизода в прямом эфире для антологии «Театр 90», это была его первая съёмка для телевидения. Сценарий для эпизода под названием «Тёмная сторона Земли» рассказывал о революции в Венгрии, а его автором был Серлинг. Холлиман играл молодого русского офицера, капитана Володнея, который очень восхищался генералом, которого играл Ван Хефлин. У Холлимана возникло несколько идей на счёт своей роли и во время репетиции он обратился к Серлингу с предложением, тот его выслушал и добавил правки в сценарий. То, что Род Серлинг был готов прислушаться к актёру и внести изменения в свой текст очень понравилось Холлиману. Следующая их встреча случилась только спустя год. Холлиман возвращался со съёмок своего второго эпизода для «Театра 90» «Возвращение Энсела Гиббса» и на парковке столкнулся с Родом. У них завязалась беседа, в результате которой Серлинг рассказал, что работает над пилотом научно-фантастического сериала и сказал, что отправит Холлиману сценарий. Холлиман хорошо относился к Серлингу и был рад с ним поработать, но его не прельщала перспектива сниматься в научной фантастике. Сценарий прислали к нему домой примерно на следующий вечер, он начал читать его без воодушевления, но уже после первой же страницы не мог оторваться, «Я был просто очарован им — волосы вставали дыбом». Холлиман позже говорил, что это была «завораживающая вещь» и он сразу согласился на роль. За съёмки в эпизоде он получил 5000 долларов, что по тем временам было «довольно неплохой суммой». В эпизоде снялся Джей Оверхольт, актёр, ранее участвовавший во многих радиопостановках Серлинга, это стало его первым появлением на телевидении, он сыграл эпизодическую роль одного из репортёров.

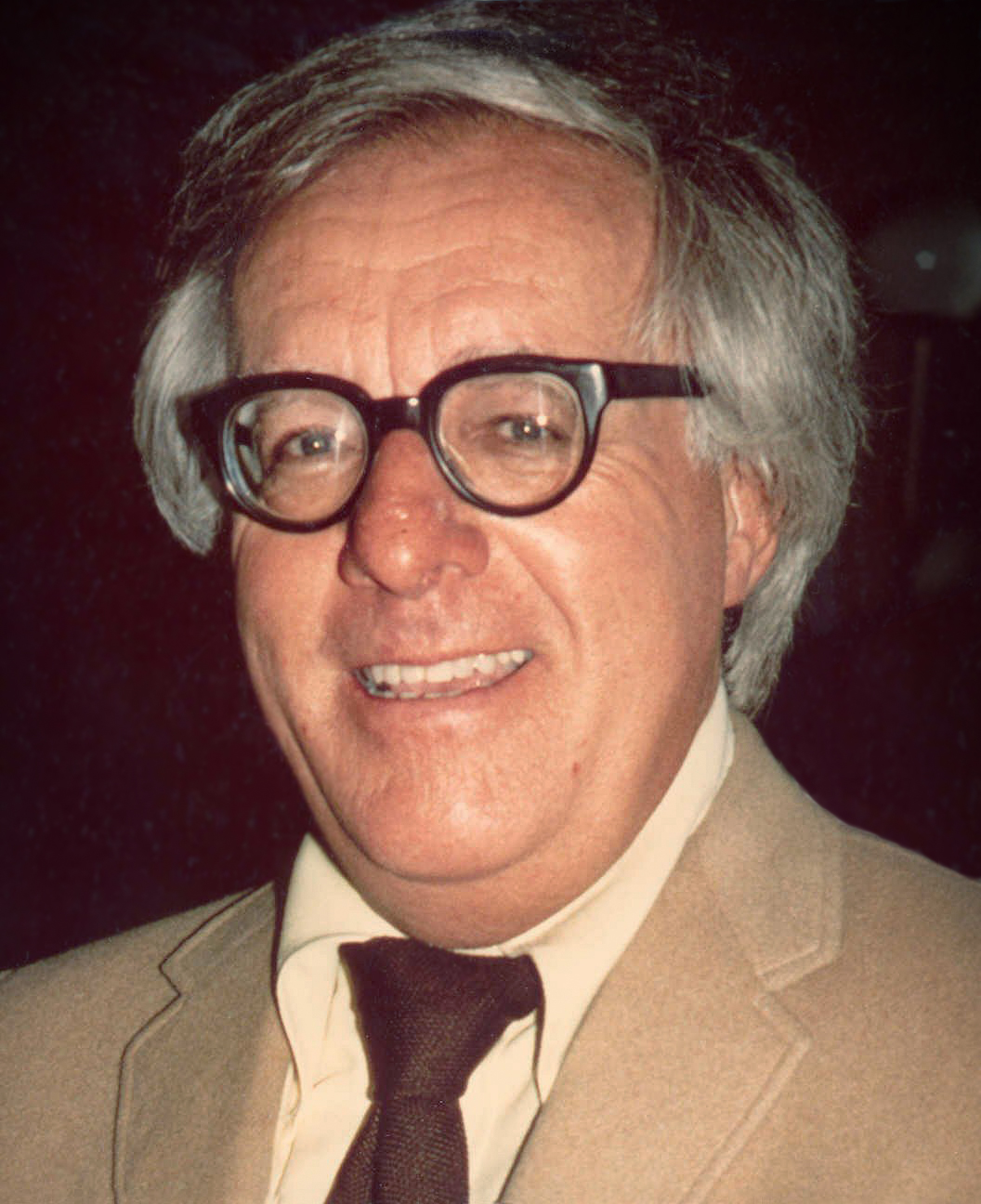
Рэй Брэдбери, один из выдающихся писателей фантастов, который в будущем написал сценарий к сериалу.

Было крайне важно, чтобы внешний вид и звук шоу соответствовали своеобразному настроению сценария, поэтому особое внимание было уделено выбору оператора и композитора. Оператором был выбран Джозеф Лашелл, который к тому времени уже успел поработать над несколькими десятками фильмов и считался мастером в жанре нуар, а среди его работ на телевидении также был сериал «Альфред Хичкок представляет». Для создания музыки к «Сумеречной зоне» был привлечён композитор Бернард Херрманн, к тому времени уже являвшийся лауреатом премии «Оскар» и написавший музыку к таким фильмам как «Гражданин Кейн», «День когда земля остановилась» (1951) и «Психо» (1960). Оригинальная музыкальная тема Херрманна для сериала продержалась почти весь первый сезон, а затем была заменена темой французского композитора-авангардиста Мариуса Констана. Поскольку сценарий предполагал многочисленные декорации, для съёмок пилота были выбраны павильоны студии Universal International Studios. Съёмки эпизода проходили в декабре 1958 года. Стоимость пилотного эпизода обошлась примерно в 75000 долларов, что по тем временам было очень много для эпизода продолжительностью двадцать минут, это обеспокоило ряд руководителей телекомпании. Мартин Грамс младший в своей книге «Сумеречная зона: открывая дверь к телевизионной классике» (англ. The Twilight Zone: Unlocking the Door to a Television Classic) указывает финальный бюджет эпизода в размере 89525.73 долларов, что делает его одним из самых дорогих за всю историю сериала. Репетиции и пилота заняли в общей сложности девять дней. Эпизод был дублирован, озвучен и смонтирован за три дня, а затем сразу же отправлен в Нью-Йорк для показа потенциальным спонсорам. Там на его реализацию ушло всего шесть часов. 8 марта 1959 года компания General Foods, представленная агентством Young and Rubicam, подписала контракт с CBS в качестве основного спонсора «Сумеречной зоны». Вскоре после этого Kimberly-Clark, производитель продукции Kleenex, подписал контракт в качестве второго спонсора. Между CBS и Серлингом был составлен контракт. В нём оговаривалось, что «Сумеречная зона» будет производиться компанией Серлинга, Cayuga Productions, и что он напишет восемьдесят процентов сценариев первого сезона. В обмен на эти услуги Серлинг стал бы владельцем пятидесяти процентов сериала плюс оригинальных негативов, а CBS — остальных пятидесяти процентов.
Чтобы найти качественных сценаристов для последующих эпизодов сериала, Серлинг показал пилотный эпизод нескольким важным и признанным писателям научной фантастики и фэнтези, среди которых были Ричард Мэтисон, Чарльз Бомонт и Рэй Брэдбери. По словам биографа Серлинга Джоэля Энгеля, после просмотра «Куда все подевались?» Брэдбери «наедине обвинил Серлинга в краже» его рассказа «Здесь могут водиться тигры», который Брэдбери планировал адаптировать для сериала в дальнейшем. Однако сюжет рассказа имеет мало общего со сценарием Рода Серлинга. В рассказе Брэдбери речь идёт о группе исследователей, которые сажают свою ракету на таинственную планету; любые мысли, приходящие им в голову, мгновенно оживают на планете. По словам писателя Дона Преснелла, единственное отдалённое сходство между сценарием Серлинга и рассказом Брэдбери — «это общая идея о том, как под контролем психики человека воображение может воплотиться в реальность».

### Съёмки
Первая репетиция и читка сценария для Эрла Холлимана проходила в маленькой комнате на студии Universal вместе с Родом Серлингом, Биллом Селфом и Робертом Стивенсом. Съёмки начались на следующий день, они проходили в старых студийных декорациях, которые практически не использовались с 1930-х годов. Серлинг практически всегда присутствовал на площадке. Только под конец съёмочного дня выяснилось, что с плёнкой что-то случилось и весь отснятый за день материал был потерян. Плюс ко всему Холлиман заболел гриппом, у него поднялась температура, дома он пил таблетки и старался вылечиться, ведь он был практически единственным актёром в кадре, а на следующий день нужно было возвращаться на съёмки и переснимать всё отснятое в предыдущий день. Вспоминая в интервью эти съёмки много лет спустя, Эрл Холлиман говорил, что хоть они и трудно ему дались, ведь не считая болезни до этого ему не приходилось сниматься одному, но «Боже всемогущий, я бы с удовольствием сделал это заново». Холлиман вспоминал о работе со Стивенсом: каждый раз когда он хотел подойти к режиссёру с каким-то вопросом, тот уходил отвечать на звонок, или что-то подобное. Позже Стивенс сказал, что он просто не знает как говорить с актёром об актёрской игре и старался избегать подобных разговоров. Серлинг напротив, всегда выслушивал все предложения, обдумывал их и мог как отказать, так и согласиться.
Для съёмки сцены, где Феррис врезается в большое зеркало в холле кинотеатра, камера была направлена в одно место и неподвижно закреплена. Сначала было снято как Холлиман спускается по лестнице, врезается в зеркало и падает, потом камера снимала зеркало и в определённый момент человек, находившийся за зеркалом, ударил по нему кувалдой и разбил. После этого на монтаже соединили два отснятых материала друг с другом. На плёнке, где не было актёра, в каждом кадре вырезали контур и залили чёрным цветом места, где должен быть актёр (это было сделано для того, чтобы при наложении одного изображения на другое, человек на плёнке не выглядел прозрачным), и вставили его туда с той плёнки, на которой было снято как он врезается в зеркало и падает. Кинотеатр под названием «Савой» (англ. The Savoy) упоминается во многих сериях «Сумеречной зоны». Постоянное повторное использование Серлингом названий (как мест, так и людей) было вызвано не столько отсутствием творческого подхода, сколько юридическими причинами. Если название кинотеатра совпадало с названием реально существующего кинотеатра, могли возникнуть юридические проблемы. Проведя исследование и обнаружив, что в США нет кинотеатра «Савой» (он есть в Англии), Серлинг позже снова использовал это название, чтобы избежать юридических проблем.
Финальная версия эпизода, которая была показана по телевидению, слегка отличалась от той, что была продемонстрирована инвесторам. Начальные титры были другими, в них показывались как несколько галактик наплывают, и в итоге растворяются друг в друге, и наконец из спиральной галактики выплывает надпись «TWILIGHT ZONE». Название сериала было написано крупными, кажущимися трёхмерными печатными буквами, шрифт напоминал тот, который использовался в большинстве научно-фантастических фильмов 50-х годов. Потом подобную заставку посчитали клишированной и заменили на ту, которая пошла в эфир. Далее шла вступительная речь рассказчика, которая позже также была слегка изменена, первоначально фраза звучала так:
Существует шестое измерение, выходящее за пределы того, что известно человеку. Это измерение такое же огромное, как космос, и такое же вечное, как бесконечность. Это промежуточное пространство между светом и тенью, оно лежит между ямой человеческого страха и солнечным светом его познаний. Это измерение воображения. Это область, которую можно назвать Сумеречной зоной.Оригинальный текст (англ.)There is a sixth dimension, beyond that which is known to man. It is a dimension as vast as space and as timeless as infinity. It is the middle ground between light and shadow, and it lies between the pit of man's fear and the sunlight of his knowledge. This is the dimension of imagination. It is an area that might be called The Twilight Zone.

Когда Билл Селф услышал этот текст, то спросил Серлинга, «какое же тогда измерение является пятым?», он ответил «Я не знаю. Разве их не пять?». Фраза была переписана и теперь начиналась словами: «Есть пятое измерение, за пределами того, что известно человеку…». Далее Род внёс ещё несколько правок в текст, изменив «солнечный свет его познаний» на «вершину его знаний» и «это область, которую можно назвать Сумеречной зоной» на «это область, которую мы называем Сумеречной зоной», а также добавив строку о том, что Сумеречная зона — это нечто среднее «между наукой и суеверием». С самого начала было решено, что в сериале будет рассказчик, который скажет вступительное слово, а в конце подведёт итог. На его роль был приглашён Уэстбрук Ван Вурхис, он даже записал текст для пилотной серии, но продюсеры, спонсоры и Серлинг пришли к общему мнению, что его голос звучит «слишком напыщенно». Следующим выбором на роль рассказчика был Орсон Уэллс, с этой кандидатурой были согласны все, кроме Серлинга, ему даже был предложен гонорар, выходивший за рамки бюджета шоу. Было предложено много дикторов, которые уложились бы в бюджет, но ни один вариант не удовлетворял всех заинтересованных лиц. В итоге Серлинг сам предложил выступить в роли рассказчика, по началу никто не воспринял это положительно, ведь все знали его только как писателя, но его голос очень удачно вписался в стиль сериала и он стал бессменным рассказчиком на протяжении всех пяти сезонов сериала. Также изначально планировалось, что после первой рекламной паузы на экране будет всплывать заголовок с названием серии, данное распоряжение даже было дано редактору титров, но в итоге от этой идеи отказались. В конце варианта, не вышедшего в эфир пилота, звучал голос штатного диктора CBS Роя Роуэна, напоминающего зрителям, что Род Серлинг, создатель «Сумеречной зоны», вернётся после рекламной паузы, чтобы рассказать зрителям о сюжете следующей недели. Это был единственный вклад Роуэна в создание сериала, так как после запуска шоу в производство его место занял другой диктор — Марвин Миллер.
На вопрос о том, как Род Серлинг пришёл к названию «Сумеречная зона», он отвечал: «Я считал, что придумал его, но с тех пор я слышал, что существует термин ВВС, относящийся к моменту, когда самолёт снижается на посадку и не видит горизонт, он называется „сумеречная зона“, но это непонятный термин, раньше я его не слышал».
Первая трансляция эпизода на телевидении состоялась на канале CBS 2 октября 1959 года.

## Критика
Со временем сам Серлинг нелестно отзывался об этом эпизоде, в 1975 году в интервью он заявил, что «в отличие от хорошего вина, этот эпизод не очень хорошо переносит годы…».
Автор книги «Критическая история телевизионной Сумеречной зоны, 1959—1964 гг.» (англ. A Critical History of Television's The Twilight Zone, 1959-1964) Дон Преснелл писал, что «хотя пилотный эпизод не является одним из величайших», именно он заложил основы сериала. Точно так же считал и автор Марк Скотт Зикри, называя этот эпизод вообще ключевым фактором в создании сериала. По словам Преснелла «перо Серлинга» иногда берёт верх над действием в эпизоде, особенно хорошо это заметно в сцене, где Ферриса выводят из изолятора. Слова, которые произносит генерал в конце, гораздо лучше вписались бы в заключительный монолог Серлинга, хотя если бы их не было совсем, то на сюжет это никак не повлияло бы. За исключением этого момента, Преснелл называет эпизод «первоклассным». Игру Эрла Холлимана он характеризует как «превосходную», обращая внимание на то, что актёр нигде «не переигрывает». Разбирая в своей книге первый эпизод сериала, Преснелл отмечает визуальные и литературные отсылки к произведениям культуры, а также намёки на то, в какой ситуации оказался герой, например, когда Феррис оказывается в магазине, он замечает книжный стеллаж, заполненный книгами «Последний человек на Земле». Незадолго до этого Феррис даже цитирует литературного персонажа, который сомневается в собственном здравомыслии, Эбенезера Скруджа из повести Чарльза Диккенса «Рождественская песнь в прозе». Феррис заимствует слова Скруджа, чтобы «рационализировать свою собственную ситуацию»: «Ты можешь быть непереваренным куском говядины, пятном горчицы, крошкой сыра, фрагментом недопечённого картофеля. В тебе больше соуса, чем могилы…». По мнению Преснелла, размышления Ферриса о его личной идентичности пересекаются с Гамлетовским «быть или не быть». А сцена, в которой герой врезается в зеркало, «производит потрясающее визуальное впечатление» и является первым «незабываемым кадром» «Сумеречной зоны». В заключении Преснелл говорит, что пилотный эпизод «хорошо смотрится, как компетентное исследование изоляции и одиночества человека, темы, которая повторяется на протяжении всего сериала».
Нью-Йоркский кинокритик Джон Кросби сказал о первом эпизоде сериала: «…я был основательно разочарован концовкой, но это была великолепно поставленная, спродюсированная, написанная и снятая история — и она до сих пор живёт со мной». Газета Сиракьюса The Post-Standard отметила, что «концовка не совсем соответствует началу, но это всё равно потрясающе эффективная постановка». Журнал Variety так отозвался об этом эпизоде: «Очевидно, что эти полёты воображения могут быть настолько хороши и изобретательны, насколько изобретателен сценарист… Поскольку изюминка заключается в развязке, именно здесь Серлинг подводит свою аудиторию, предоставляя совершенно правдоподобное и логичное объяснение… Всё в „Сумеречной зоне“ говорит о солидных производственных затратах, а режиссёр Роберт Стивенс добивается максимальной отдачи… Убедительная драма, которая никогда не ослабляет свою крепкую хватку, сценарий и повествование Серлинга и реалистичное нагнетание ужаса Холлиманом придали ей эпическое величие в начале сезона». В одном из выпусков TV Guide Род Серлинг заметил по поводу практически единоличной игры Холлимана: «Эрл — самый трудолюбивый актёр из всех, кого я знаю».
21 октября 1959 года Серлинг написал благодарственное письмо Эрлу Холлиману: «Ваша игра была выдающейся, полной измерений, оттенков и фантастической правдоподобности. Короче говоря, Холлиман, вы чертовски хороший актёр! Некоторые богатые и любезные продюсеры в знак признательности посылают наручные часы и тому подобные вещи. Я любезен, но не богат, поэтому примите эти несколько бумажек как доказательство того, что я думаю о вас». Позже Холлиман поставил это письмо в рамку и очень гордился им.

## Влияние
Сайт Vulture.com поставил эпизод «Куда все подевались?» на 15-е место в списке 50 лучших эпизодов сериала «Сумеречная зона». Сайт We Got This Covered поставил эпизод на 10-е место в своём списке 15-и лучших эпизодов сериала. Новостной портал Screen Rant поставил «Куда все подевались?» на 19-е место в списке 20-и самых страшных эпизодов сериала, отметив, что он «становится особенно пугающим благодаря блестящей операторской работе». А Джастин Додд с сайта Inverse назвал пилотный выпуск самым влиятельным в истории телевидения, отметив, что он «является ярким примером ставшего классическим телевизионного тропа» — «последний человек на Земле». Любое произведение фантастики, в котором фигурирует единственный герой, оказавшийся в одиночестве в месте, где должно быть много людей, часто имеет внешние опасности, с которыми он борется, но в конечном итоге самые опасные враги — это изоляция и одиночество. Один из самых узнаваемых приёмов этого тропа — неизбежный диалог главного героя с неодушевлённым предметом. Если в книге легко познакомить читателя с мыслями героя, то на экране необходимо найти хитрый способ заставить героя высказать свои мысли так, чтобы это не было «пошлым монологом в пустой комнате». В одной из сцен герой подходит к женщине и начинает с ней разговор, прежде чем понять, что на самом деле это манекен из магазина. «Эта единственная сцена вдохновила бесчисленное множество фильмов последовать её примеру». Среди примеров повторения данной сцены Додд приводит такие фильмы как «Я — легенда» (2007), «Человек омега» (1971), «Изгой» (2000). Другим важным тропом автор статьи называет амнезию главного героя, которая помогает зрителю сопереживать персонажу, одновременно с ним узнавая о нём, что-то новое. Додд пишет о том, что в этом эпизоде также впервые в сюжете был задействован троп, когда всё происходящее на экране является плодом воображения или расстройства рассудка главного героя. Джастин Додд заключает: «В отличие от своих современников, в „Сумеречной зоне“ выходили оригинальные истории, написанные специально для просмотра на телеэкране, что в конечном итоге и позволило Роду Серлингу стать самым влиятельным писателем XX века».
Эпизод был адаптирован для радиопостановки «Радиодрама Сумеречная зона» (англ. Twilight Zone Radio Drama) со Стэйси Кичем и Джоном Шнайдером в главных ролях. В 1960 году Род Серлинг переработал сценарий эпизода в рассказ и он был впервые опубликован в сборнике «Истории из Сумеречной зоны» (англ. Stories from the Twilight Zone). Впервые на русском языке рассказ был напечатан под названием «Люди, где вы?..» в сборнике «На суше и на море. 1971» в 1971 году. Второй раз рассказ был опубликован на русском языке в 1993 году, в авторском сборнике Рода Серлинга «Полуночное солнце», под названием «Куда это все подевались?».
В 1989 году была основана организация под названием «Кабельное телевидение в классе» (англ. Cable in the Classroom), помогающая индустрии кабельного телевидения предоставлять образовательный контент государственным и частным школам. Она позволяет педагогам записывать отснятые материалы, а затем воспроизводить их в качестве учебных пособий для учащихся. Этот эпизод «Сумеречной зоны», наряду с несколькими другими, был выбран для использования в программе.
Группа Watkins & the Rapiers в сентябре 2021 года в концертном зале Rochester Music Hall на фестивале KeyBank Rochester Fringe исполнили четырнадцать песен, каждая их которых была написана по мотивам одного из эпизодов оригинальной «Сумеречной зоны», среди песен была «Where is Everybody?», написанная по мотивам одноимённого эпизода.